# Monster (bài hát của EXO)
"Monster" là một đĩa đơn được thu âm bởi nhóm nhạc nam Hàn Quốc EXO cho album phòng thu thứ ba của họ Ex'Act. Nó được phát hành bằng cả tiếng Hàn và tiếng Trung bởi SM Entertainment vào ngày 9 tháng 6 năm 2016 là đĩa đơn thứ hai của album.

## BỐi cảnh và phát hành

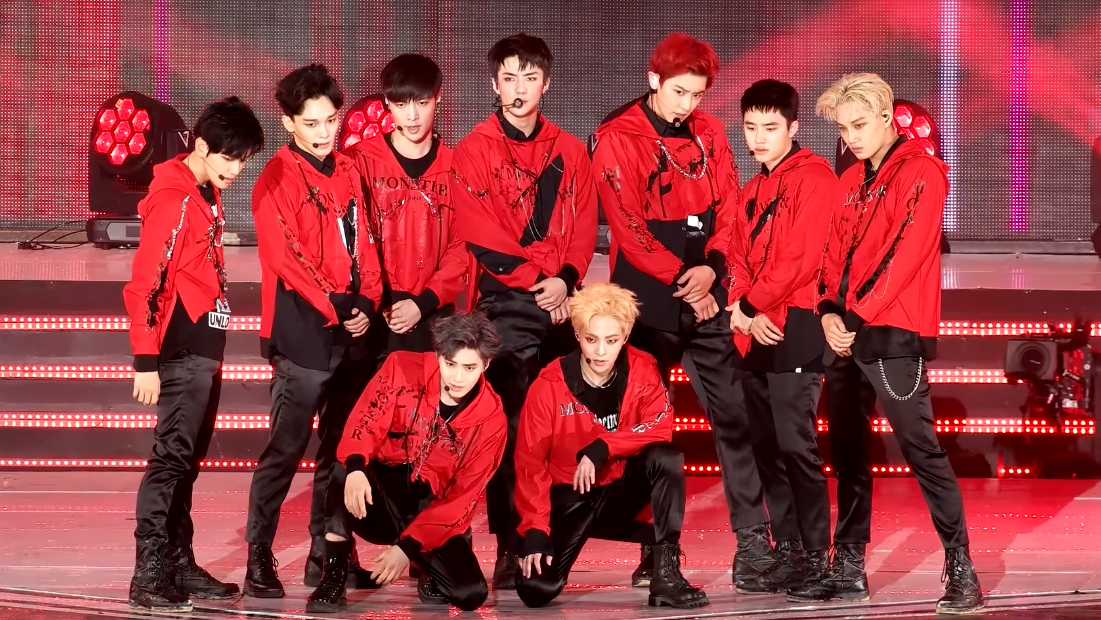
EXO biểu diễn "Monster" vào tháng 6 năm 2016

Viết lời và sáng tác bởi Kenzie và LDN Noise, "Monster" được mô tả là một bài hát dance nhịp độ trung bình "tối và dữ dội" với lời bài hát về "sự cố định quá mức của người đàn ông". Bài hát cùng với "Lucky One" được dùng làm một trong những "ca khúc chủ đề kép" cho Ex'Act và được phát hành cùng với album vào ngày 9 tháng 6 năm 2016. EXO bắt đầu biểu diễn bài hát trên các chương trình truyền hình âm nhạc Hàn Quốc cùng ngày.

## Video âm nhạc
Video âm nhạc tiếng Hàn và tiếng Trung cho "Monster" được phát hành sau bài hát một giờ. Ngoài phần trình diễn bài hát của EXO ở nhiều cảnh khác nhau, các video cũng mô tả các thành viên nổi loạn đã bị bắt nhưng cuối cùng được giải thoát khỏi phương tiện vận chuyển tù nhân bởi Baekhyun, người đã được ngụy trang thành tài xế. Phiên bản tiếng Hàn là video âm nhạc K-pop có lượt xem nhiều thứ tư trên YouTube trong năm 2016. Một video âm nhạc bổ sung giới thiệu vũ đạo của bài hát đã được phát hành vào ngày 15 tháng 6 năm 2016.
Vào ngày 8 tháng 6 năm 2018, video âm nhạc Hàn Quốc đã vượt quá 200 triệu lượt xem trên YouTube, trở thành video âm nhạc đầu tiên của họ làm được điều đó.

## Phản hồi
"Monster" đứng đầu bảng xếp hạng Gaon Digital Chart của Hàn Quốc và Billboard World Digital Songs, trở thành vị trí quán quân đầu tiên của EXO về sau. Bài hát đã giành được vị trí thứ nhất chín lần trên các chương trình truyền hình âm nhạc hàng tuần của Hàn Quốc và là bài hát được nhiều giải thưởng nhất bởi một nhóm nhạc nam vào năm 2016. Nó được đề cử cho hạng mục Bài hát của năm tại Mnet Asian Music Awards lần thứ 18, và lần lượt được gọi tên là các bài hát K-pop hay thứ hai và thứ ba trong năm 2016 bởi Dazed và Billboard.

## Bảng xếp hạng
| Bảng xếp hạng (2016)               | Thứ hạng cao nhất |
| ---------------------------------- | ----------------- |
| Nhật Bản (Japan Hot 100)           | 9                 |
| Hàn Quốc (Gaon Digital Chart)      | 1                 |
| US Spotify Velocity (Billboard)    | 20                |
| US World Digital Songs (Billboard) | 1                 |

| Bảng xếp hạng (2016)          | Thứ hạng cao nhất |
| ----------------------------- | ----------------- |
| Hàn Quốc (Gaon Digital Chart) | 60                |

## Doanh số
| Lãnh thổ        | Doanh số  |
| --------------- | --------- |
| Hàn Quốc (Gaon) | 1.016.599 |
| Hoa Kỳ (RIAA)   | 15.000    |

## Giải thưởng

### Giải thưởng chương trình âm nhạc
| Chương trình        | Ngày                     |
| ------------------- | ------------------------ |
| Show Champion (MBC) | Ngày 22 tháng 6 năm 2016 |
| M Countdown (Mnet)  | Ngày 16 tháng 6 năm 2016 |
| M Countdown (Mnet)  | Ngày 23 tháng 6 năm 2016 |
| M Countdown (Mnet)  | Ngày 30 tháng 6 năm 2016 |
| Music Bank (KBS)    | Ngày 17 tháng 6 năm 2016 |
| Music Bank (KBS)    | Ngày 24 tháng 6 năm 2016 |
| Music Bank (KBS)    | Ngày 1 tháng 7 năm 2016  |
| Inkigayo (SBS)      | Ngày 19 tháng 6 năm 2016 |
| Inkigayo (SBS)      | Ngày 26 tháng 6 năm 2016 |

### Giải thưởng
| Nhà phê bình/xuất bản | Danh sách                              | Xếp hạng | Chú thích |
| --------------------- | -------------------------------------- | -------- | --------- |
| Billboard             | The 20 Best K-Pop Songs of 2016        | 3        | [ 12 ]    |
| Fuse                  | The 20 Best Songs of 2016              | 2        | [ 13 ]    |
| Dazed                 | The 20 best K-Pop tracks of the year   | 2        | [ 14 ]    |
| Soompi                | 15 Of The Biggest K-Pop Hits From 2016 | —        | [ 15 ]    |
| KultScene             | 50 Best Korean Songs of 2016           | 25       | [ 16 ]    |

## Lịch sử phát hành
| Lãnh thổ | Ngày                    | Định dạng             | Hãng đĩa                     |
| -------- | ----------------------- | --------------------- | ---------------------------- |
| Hàn Quốc | Ngày 9 tháng 6 năm 2016 | Tải nhạc số streaming | SM Entertainment Genie Music |
| Toàn cầu | Ngày 9 tháng 6 năm 2016 | Tải nhạc số streaming | SM Entertainment             |